# Anii 1090
Secole: Secolul al X-lea - Secolul al XI-lea - Secolul al XII-lea
Decenii: Anii 1040 Anii 1050 Anii 1060 Anii 1070 Anii 1080 - Anii 1090 - Anii 1100 Anii 1110 Anii 1120 Anii 1130 Anii 1140
Ani: 1090 1091 1092 1093 1094 1095 1096 1097 1098 1099